# Slijepa pjega
Slijepa pjega ili fiziološki skotom je polje neviđenja u normalnom vidnom polju, to jest, mjesto u vidnom polju kojemu odgovara projekciji optičkog diska. Optički disk je dio vidnog živca gdje taj živac prolazi kroz mrežnicu i izlazi iz očne jabučice na putu prema optičkoj hijazmi. Kako na optičkom disku ne postoje fotoreceptorske stanice (to su mrežnične stanice koje reagiraju na svjetlost i tako nam omogućavaju vid), onaj dio slike koji pada na optički disk ostaje nezamijećen. Do mozga signal iz tog dijela oka dolazi kao crno mjesto u vidnom polju. Mi ga ne zapazamo zbog dugotrajne navike.
U svijesti se "rupa" nadoknaduje elementima iz okolne pozadine. Iz istog razloge i onaj koji mora nositi naocale s polupanim staklima, polupano mjesto primjecuje samo prvih cca. tjedan dana. Iz istog razloga, dok slusamo glazbu, nju cesto prestanemo primjecivati.
Iako svi kralježnjaci imaju slijepu pjegu, glavonošci je nemaju, iako su oči glavonožaca slične očima kralješnjaka.Kod glavonožaca optički živac prilazi receptorima sa stražnje strane, a ne s prednje (tj. ispre fotoreceptora) kao kod pa se u retini ne stvara prekid.
Proučavanje ovog fenomena prvi put je dokumentirao Edme Mariotte 1660-ih godina u Francuskoj, kad se vjerovalo da bi točka u kojoj optički živac ulazi u oko trebala biti najosjetljiviji dio mrežnice. Njegova istraživanja su to negirala.
| Demonstracija slijepe pjege | Demonstracija slijepe pjege | Demonstracija slijepe pjege | Demonstracija slijepe pjege | Demonstracija slijepe pjege |  |
| --- | --------------------------- | --------------------------- | --------------------------- | --------------------------- |  |
| |                             |                             |                             |                             |  |
| A | O                           |                             | X                           |                             |  |
| |                             |                             |                             |                             |  |
| Upute: Približite lice na desetak centimetara od ekrana. Prekrijte desno oko i zagledajte se lijevim okom u X. Sad se polako udaljite od ekrana. Znak O će nestati, dok A, koji je lijevo od njega, i dalje vidljiv. (Primijetite da umjesto O ne vidite rupu, već sivu podlogu. „Rupa“ je popunjena u vašoj svijesti. Na monitoru ne smije biti nikakvog bljeska jer će zamutiti sliku.) |                             |                             |                             |                             |  |